# Eygurande-et-Gardedeuil
Eygurande-et-Gardedeuil (okzitanisch: Eiguranda e Gardadelh) ist eine französische Gemeinde mit 407 Einwohnern (Stand: 1. Januar 2022) im Département Dordogne in der Region Nouvelle-Aquitaine; sie gehört zum Arrondissement Périgueux und zum Kanton Montpon-Ménestérol.

## Geografie
Eygurande-et-Gardedeuil liegt im Périgord und wird vom Flüsschen Petite Duche durchquert, das an der südlichen Gemeindegrenze in die Duche mündet. Die Nachbargemeinden von Eygurande-et-Gardedeuil sind La Roche-Chalais im Norden und Nordwesten, Servanches im Norden und Nordosten, Saint-Barthélemy-de-Bellegarde im Osten, Montpon-Ménestérol im Süden und Südosten, Le Pizou im Süden und Südwesten sowie Saint-Antoine-sur-l’Isle im Westen.
Durch die Gemeinde führt die frühere Route nationale 730 (heutige D730).

## Geschichte
1827 wurden die bis dahin eigenständigen Gemeinden Eygurande und Gardedeuil zusammengeschlossen.

## Bevölkerungsentwicklung
| Jahr                       | 1962 | 1968 | 1975 | 1982 | 1990 | 1999 | 2006 | 2017 |
| Einwohner                  | 484  | 423  | 365  | 310  | 300  | 296  | 345  | 403  |
| Quellen: Cassini und INSEE |      |      |      |      |      |      |      |      |

## Sehenswürdigkeiten
- Kirche Saint-Pierre
- Kapelle Notre-Dame des Victoires
- Schloss La Molle  aus dem 17. Jahrhundert

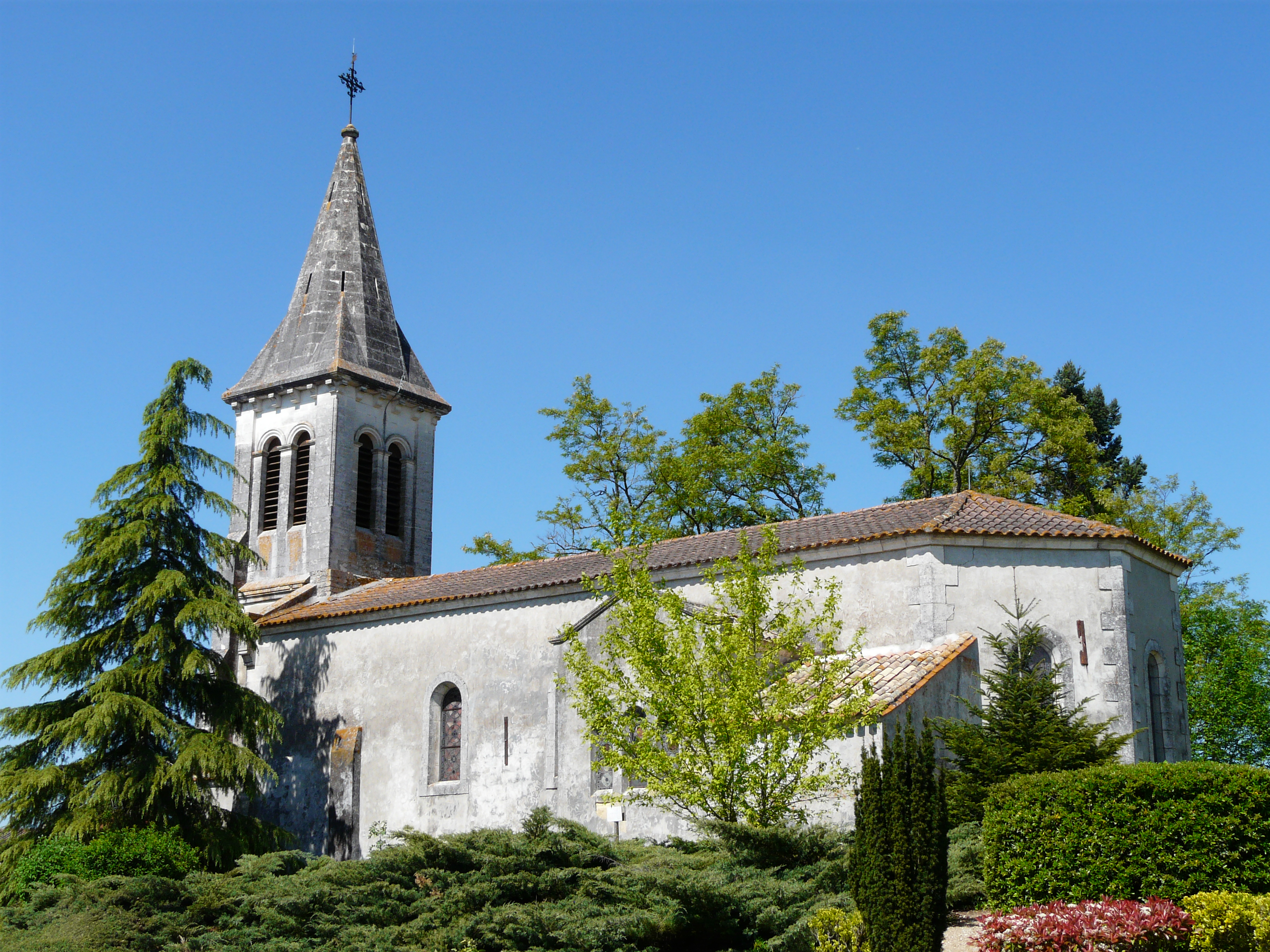
Kirche Saint-Pierre